# Macropodanthus
Macropodanthus es un género de orquídeas epifitas. Comprende 6 especies descritas y de estas, solo 5 aceptadas.

## Taxonomía
El género fue descrito por Louis Otho Williams y publicado en Botanical Museum Leaflets 6(4): 103. 1938.

## Especies aceptadas
A continuación se brinda un listado de las especies del género Macropodanthus aceptadas hasta marzo de 2013, ordenadas alfabéticamente. Para cada una se indica el nombre binomial seguido del autor, abreviado según las convenciones y usos.
- Macropodanthus alatus (Holttum) Seidenf. & Garay
- Macropodanthus berkeleyi (Rchb.f.) Seidenf. & Garay
- Macropodanthus membraniferus (Carr) H.A.Pedersen
- Macropodanthus philippinensis L.O.Williams
- Macropodanthus teysmannii (Miq.) H.A.Pedersen